# LE-5
Le LE-5 est un moteur-fusée à ergols liquides japonais brûlant le mélange cryogénique hydrogène/oxygène développé pour propulser l'étage supérieur du lanceur H-I (premier vol en 1986). Ce petit moteur, le premier utilisant l'hydrogène liquide développé par le Japon, a existé dans différentes versions d'une poussée comprise entre 89 kN et 130 kN. Toutes les versions peuvent être redémarrées plusieurs fois en vol. Il a effectué son premier vol le 12 août 1986 sur une fusée H-I et a été adapté par la suite pour propulser l'étage supérieur des lanceurs H-II, H-IIA, H-IIB et H3.

## Caractéristiques techniques des différentes versions
Le moteur LE-5 a été développé pour fournir un surcroît de puissance au lanceur N-II construit sous licence américaine par l'industrie spatiale japonaise. La version LE-5A a été développée pour propulser le second étage de la nouvelle fusée H-II. Le cycle de type générateur à gaz a été remplacé par un cycle à expandeur permettant un accroissement de la poussée de 20 %. Le LE-5B est une version simplifiée et moins couteuse du précédent développé pour propulser les H-IIA et H-IIB. Malgré une impulsion spécifique plus faible que celle des deux autres modèles, il s'agit de la version la plus puissante. Une version LE-5B-3 légèrement plus performante est développée pour propulser l'étage supérieur du lanceur H3 dont le premier vol est planifié en 2022. 
| Version                                     | (unité utilisée) | LE-5              | LE-5A                                            | LE-5B                                     | LE-5B-2/LE-5B+                            | LE-5B-3                                   |
| Utilisé sur ...                             |                  | H-I               | H-II                                             | H-II                                      | H-IIA, H-IIB                              | H3                                        |
| Première utilisation                        |                  | 12/8/1986         | 3/2/1994                                         | 15/11/1999                                | 29/8/2001                                 | 2022 ?                                    |
| Type                                        | -                | Générateur de gaz | Cycle à expandeur (Tuyère/Chambre de combustion) | Cycle à expandeur (Chambre de combustion) | Cycle à expandeur (Chambre de combustion) | Cycle à expandeur (Chambre de combustion) |
| Poussée                                     | kN               | 102,9             | 121,5                                            | 137,2                                     | 144,9                                     |                                           |
| Ratio mélange Oxygène/Hydrogène             |                  | 5,5               | 5                                                | 5                                         | 5                                         |                                           |
| Ratio expansion tuyère                      |                  | 140               | 130                                              | 110                                       | 110                                       |                                           |
| Impulsion spécifique                        | Secondes         | 450               | 452                                              | 447                                       | 447                                       |                                           |
| Pression dans la chambre de combustion      | MPa              | 3,65              | 3,98                                             | 3,58                                      | 3,78                                      |                                           |
| Vitesse de rotation de la turbine hydrogène | tours par minute | 50 000            | 51 000                                           | 52 000                                    | 53 504                                    |                                           |
| Vitesse de rotation de la turbine oxygène   | tours par minute | 16 000            | 17 000                                           | 18 000                                    | 18 560                                    |                                           |
| Longueur                                    | m                | 2,68              | 2,69                                             | 2,79                                      | 2,79                                      |                                           |
| Masse                                       | kg               | 255               | 248                                              | 285                                       | 290                                       |                                           |